# Alto Rendimiento Tuzo
El Alto Rendimiento Tuzo del Pachuca Club de Fútbol hace referencia a las categorías inferiores y de formación de fútbol del club. En la actualidad la entidad cuenta con cinco equipos filiales donde forma tanto futbolística como educacionalmente a los posibles futuros jugadores de la primera plantilla.
A lo largo de sus años de historia han pasado grandes niños con el sueño de convertirse algún día en deportistas de élite que a día de hoy ya dejaron huella en el futbol europeo. El objetivo del Pachuca Club de Fútbol es formarlos deportiva e intelectualmente, aunque no todos los niños de la base albiceleste han residido en el A.R.T, a todos se les acoge de la misma manera, enseñándoles valores como el respeto y el trabajo en equipo.
La academia ha sido elogiada como una de las mejores escuelas deportivas del mundo. Aunque uno de los mayores reconocimientos a nivel mundial, los jugadores formados en la cantera del club más destacados son, Hirving Lozano, Erick Gutiérrez y Héctor Herrera. Hasta la fecha los jugadores surgidos de la cantera destacan: Érick Sánchez, Rodolfo Pizarro, Kevin Álvarez, Víctor Guzmán, Bryan González, Alán Bautista, Elías Montiel y Carlos Moreno.

## Historia

### Consolidación
En el Clausura 2022, comenzó la historia de Guillermo Almada en Pachuca, donde suma su quinto torneo dirigiendo a los Tuzos. fue nombrado el nuevo entrenador del Pachuca Club de Fútbol. En ese momento, el equipo estaba con mucho desorden en su organización, tras haber quedado en 10.º en la tabla de la Liga BBVA MX. Almada reorganiza el equipo filial, haciendo plazas disponibles en el Pachuca Club de Fútbol para jugadores jóvenes con gran talento, con el objetivo de aumentar la competencia dentro del equipo, con el fin de ganar una liga más a su palmarés. Dividió a los jugadores en dos categorías: "estrellas", compuesto por los jugadores jóvenes, y el "soma", que eran sobre todo de los más mayores, estos tenían entre 20 a 35 años de edad y los que no lograban conseguir un puesto en el club solían ser vendidos. Almada afirmó que esta duración permitiría espacio para desarrollar a los jugadores jóvenes. Las reformas hechas por Almada lograron dar frutos rápidamente, y al final de la temporada, la escuadra lograría proclamarse campeón de la Liga BBVA MX con un juego magnífico, superando al Deportivo Toluca en el final de ida en el Estadio Hidalgo 3-1 para proclamarse campeones en el Estadio Nemesio Díez 5-1 contando con 8 jóvenes promesas como lo fueron Carlos Moreno, Kevin Álvarez, Mauricio Isais, Daniel Aceves, Israel Luna, Jair Díaz, Fernando Álvarez y uno de los capitanes como lo fue Roberto De la Rosa.

## Jugadores formados en El A.R.T
Lista ordenada de los alumnos de El A.R.T que han jugado regularmente o pertenecen de la plantilla en el primer equipo del Pachuca Club de Fútbol o en otro club. Solo se muestra edad y último equipo, junto con sus números que portaron.
La lista incluye sólo la principal nacionalidad de cada jugador; algunos de los jugadores no europeos tienen doble nacionalidad de algún país de la UE:
- Varios de los jugadores también juegan en los Torneos de las categorías Sub-17 y Sub-20.

## Palmarés
- Segunda División de México (1) : Apertura 2008